# Орлова, Ольга Юрьевна
О́льга Ю́рьевна Орло́ва (при рождении — Но́сова; род. 13 ноября 1977, Москва) — российская певица, актриса театра и кино, автор песен и телеведущая. Одна из первых участниц женской поп-группы «Блестящие» (1995—2000); золотые хиты: «Облака», «Ча-ча-ча», «Где же ты, где?» и сольный хит «Я буду петь». С 25 марта 2017 года — ведущая реалити-шоу «Дом-2».

## Биография

### Ранние годы
Родилась 13 ноября 1977 года в Москве.
Окончила музыкальную школу по классу фортепиано. Несмотря на то, что родители сами отдали дочь в музыкальную школу, они сильно переживали за то, что занятия музыкой помешают окончить университет.
Окончила экономический факультет Московского экономическо-статистического института.

### Карьера
В 13 лет дебютировала в кино, приняв участие в съёмках фильма режиссёра Рустама Хамдамова «Анна Карамазофф», премьера которого состоялась 17 мая 1991 года на Каннском кинофестивале.
В 1994 году, учась в выпускном классе школы, снялась в клипе группы Кристиана Рэя «МФ-3» «Тёмная ночь».
В 1995 году стала первой девушкой, вошедшей в состав группы «Блестящие». Весь период нахождения в группе являлась её главной солисткой.
Дебют состоялся в первом клипе группы «Там, только там». Была не только солисткой, но и автором текстов ко многим песням, с которыми «Блестящие» стали популярны. Среди этих хитов — песни «Ча-ча-ча», «Где же ты, где?», «За осенью придёт зима», «Чао, бамбина!» и другие композиции. За 5 лет с её участием группа выпустила пять альбомов: «Там, только там», «Там, только там (Remixes)», «Просто мечты», «О любви», «Белым снегом».
В конце 2000 года оставила группу и в 2001 году вернулась на сцену. 15 декабря вышел дебютный альбом, получивший название «Первый». Презентация альбома состоялась в «Горбушкином дворе». На песни «Ангел», «Я с тобой» и «Поздно» были отсняты клипы.
В 2002 году снялась в исторической драме «Золотой век» о екатерининской поре, где сыграла одну из главных ролей. Начала сотрудничать с Кимом Брейтбургом, написавшим для фильма романс, который исполнила. В ноябре уехала в Доминиканскую республику для участия в третьем сезоне реалити-шоу Первого канала «Последний герой — 3: Остаться в живых», в котором заняла третье место. Она провела на острове 38 дней (из 39) и выбыла только на последнем испытании. В конце 2002 года были проведёны гастроли. Сольные концерты состоялись в Киеве, Благовещенске, Калининграде, Хабаровске, Алма-Ате.
На песню «Я всегда с тобой» (в дуэте с Андреем Губиным) в январе 2003 года режиссёром Дмитрием Захаровым был снят клип. Принимала участие в фестивале Песня года с композициями «Поздно» (2002), «Я всегда с тобой» и «Фиалка» (2003), «Выше неба» (2004). В конце 2003 года вышла в финал фестиваля с песней «Ладони», автором которой является друг певицы, участник групп «Амега» и «Винтаж» Алексей Романоф. До этого становилась лауреатом фестиваля как автор слов, будучи в составе группы «Блестящие».
В 2004 году сыграла главную роль в клипе Томаса Андерса «Tonight Is the Night».
Принимала участие в музыкальном фестивале «Новые песни о главном» с песнями «История любви», «Я буду петь» в 2005 году и с композицией «Та, что ищет любовь» в 2007 году.
В 2006 году вышел второй альбом «Если ты меня ждёшь». К большинству композиций с альбома музыку написал Алексей Романоф. Песня «Стой» с этого альбома — единственная, где в качестве композитора выступила сама Ольга Орлова.
В 2007 году на церемонии вручения наград «MTV Russia Music Awards» выступила в «полном» составе группы «Блестящие» с песней «Мегамикс», состоящей из попурри песен «Там, только там», «Облака», «Ча-ча-ча», «Чао, бамбина!», «А я всё летала», «Апельсиновая песня» и «Восточные сказки».
В 2007 году отошла от активной музыкальной деятельности и на протяжении восьми лет снималась в кино и играла в театре. В качестве приглашённой звезды приняла участие в таких телевизионных проектах, как «Последний герой», «Фабрика звёзд», «Достояние республики», «Модный приговор», «Кулинарный поединок», «Прямой эфир», «Пусть говорят», «Битва экстрасенсов» и многих других.
С января 2010 года по декабрь 2015 год принимала участие в общих выступлениях группы «Блестящие» с песней «Мегамикс», посвящённой двадцатилетию группы.
В шоу Первого канала «Две звезды» в марте 2009 года напарником певицы был актёр Дмитрий Харатьян.
В 2015 году вернулась на сцену с песней «Птица», музыку к которой написал Алексей Романоф, а слова написала она сама. В Крыму прошли съёмки клипа, режиссёром которого тоже выступила сама Ольга Орлова. 5 сентября 2015 года состоялся первый после возвращения на сцену концерт в крымской Керчи на Дне города.
В феврале 2016 года в соавторстве с Максимом Фадеевым выпустила песню «Прощай, мой друг», посвящённую Жанне Фриске. В декабре того же года вышла новая песня «Девушка простая» на стихи Михаила Гуцериева.
С 25 марта 2017 года — одна из ведущих реалити-шоу «Дом-2».

## Личная жизнь
В 2000 году познакомилась с бизнесменом Александром Кармановым, но, забеременев от него, покинула группу «Блестящие». 4 мая 2001 года у них родился сын Артём. Брак распался в 2004 году.
С декабря 2004 года по июль 2010 года находилась в отношениях с кинорежиссёром и продюсером Ренатом Давлетьяровым. В тот период Ольга снялась в нескольких фильмах Давлетьярова.
В 2011—2018 годах состояла в отношениях с Ильёй Платоновым — генеральным директором «Авалон-Инвест».
27 сентября 2021 года вышла замуж во второй раз. Супруг — бизнесмен Валерий, на 10 лет старше Ольги, с которым она до замужества встречалась на протяжении двух лет. 6 февраля 2023 года у пары родилась дочь Анна.
Крёстная мать сына своей близкой подруги Жанны Фриске Платона Шепелева.

## Работы

### Дискография

#### В составе группы «Блестящие»
- 1996 — Там, только там
- 1997 — Там, только там (Remixes)
- 1998 — Просто мечты
- 2000 — О любви
- 2000 — Белым снегом

#### Сольная карьера
- 2001 — «Первый»
- 2006 — «Если ты меня ждёшь»

### Синглы

#### В составе группы «Блестящие»
- Там, только там
- Туман
- Цветы
- Облака
- Ча-ча-ча
- Где же ты, где?
- Новый год
- Чао, бамбина!
- За осенью придёт зима
- Милый рулевой
- Чао, бамбина! (Дискотека Авария Remix)

#### Сольно
| Год  | Название                               | Альбом             |
| ---- | -------------------------------------- | ------------------ |
| 2001 | Ангел                                  | Первый             |
| 2001 | Поздно                                 | Первый             |
| 2001 | Я с тобой                              | Первый             |
| 2001 | Белый пух                              | Первый             |
| 2002 | Романс (из фильма «Золотой век»)       | Если ты меня ждёшь |
| 2003 | Я всегда с тобой (feat. Андрей Губин)  | Если ты меня ждёшь |
| 2003 | Где тебя найти (feat. Наталия Власова) | Если ты меня ждёшь |
| 2003 | Ладони                                 | Если ты меня ждёшь |
| 2004 | Выше неба                              | Если ты меня ждёшь |
| 2004 | Я буду петь                            | Если ты меня ждёшь |
| 2005 | История любви                          | Если ты меня ждёшь |
| 2006 | Если ты меня ждёшь                     | Если ты меня ждёшь |
| 2007 | Та, что ищет любовь                    | Если ты меня ждёшь |
| 2007 | Parole, parole                         | TBA                |
| 2015 | Птица                                  | TBA                |
| 2016 | Прощай, мой друг                       | TBA                |
| 2017 | Без тебя не могу                       | TBA                |
| 2018 | Танцевать                              | TBA                |
| 2018 | Сумасшедшая                            | TBA                |

### Видеография

#### В составе группы «Блестящие»
| Год  | Клип                                               | Режиссёр                       |
| ---- | -------------------------------------------------- | ------------------------------ |
| 1996 | «Там, только там»                                  | Андрей Грозный, Максим Осадчий |
| 1997 | «Цветы»                                            | Роман Прыгунов                 |
| 1997 | «Облака»                                           | Роман Прыгунов                 |
| 1997 | «Ча-ча-ча»                                         | неизвестно                     |
| 1998 | «Где же ты, где?»                                  | Роман Прыгунов                 |
| 1998 | «Новый год» (feat. Амега)                          | Филипп Янковский               |
| 1999 | «За осенью придёт зима»                            | Владислав Опельянц             |
| 1999 | «Чао, бамбина!»                                    | Филипп Янковский               |
| 2000 | «Чао, бамбина!» (Remix) (feat. «Дискотека Авария») | Филипп Янковский               |
| 2000 | «Белым снегом»                                     | Сергей Кальварский             |

#### Сольная карьера
| Год  | Клип                                    | Режиссёр                         |
| ---- | --------------------------------------- | -------------------------------- |
| 2001 | «Ангел»                                 | неизвестно                       |
| 2001 | «Поздно»                                | Сергей Кальварский               |
| 2001 | «Я с тобой»                             | неизвестно                       |
| 2003 | «Я всегда с тобой» (feat. Андрей Губин) | Дмитрий Захаров                  |
| 2004 | «Выше неба»                             | Art Pictures                     |
| 2004 | «Я буду петь»                           | Ирина Миронова                   |
| 2005 | «История любви»                         | неизвестно                       |
| 2006 | «Если ты меня ждёшь»                    | Fresh Art                        |
| 2015 | «Птица»                                 | Ольга Орлова                     |
| 2016 | «Прощай, мой друг»                      | Ольга Орлова, Дмитрий Литвиненко |
| 2017 | «Без тебя не могу»                      | Сергей Андреев                   |

#### В клипах других исполнителей
| Год  | Клип                 | Исполнитель  |
| ---- | -------------------- | ------------ |
| 1994 | Тёмная ночь          | Кристиан Рэй |
| 2004 | Tonight Is the Night | Томас Андерс |

### Фильмография
| Год  |   | Название                     | Роль                                         |
| ---- | - | ---------------------------- | -------------------------------------------- |
| 1991 | ф | Анна Карамазофф              | Мари (в титрах — Оля Носова)                 |
| 2003 | ф | Золотой век                  | Ольга Александровна Жеребцова                |
| 2006 | ф | Любовь-морковь               | Лена, подруга Марины                         |
| 2008 | ф | Любовь-морковь 2             | Лена, подруга Марины                         |
| 2010 | ф | Зайцев, жги! История шоумена | камео                                        |
| 2010 | ф | Зимний сон                   | Юля                                          |
| 2010 | ф | Ирония любви                 | Женя, подруга Асель                          |
| 2011 | ф | Любовь-морковь 3             | Лена, подруга Марины                         |
| 2011 | ф | Моя безумная семья           | Клавдиева, актриса, фальшивая «сестра Кости» |
| 2012 | ф | Два газетчика                | Соловьёва                                    |